# Трофей Ларрі О'Браєна
Трофей Ларрі О'Браєна (англ. Larry O'Brien Championship Trophy) — щорічна нагорода Національної баскетбольної асоціації (НБА), яка вручається команді-переможниці Фіналу НБА кінці останнього матчу фінальної серії плей-оф.
Трофей було створено в 1977 році на заміну Трофею Волтера А. Брауна, при цьому назва залишалася. Трофей отримав нове ім'я в 1984 році, коли його перейменували на честь Ларрі О'Браєна, який був на посаді комісара НБА в період з 1975 по 1983 рік. Перед тим як приєднатися до НБА, О'Браєн був Генеральним поштмейстером США в період з 1965 по 1968 рік, під час правління президента США Ліндона Джонсона.
| Нікола Йокіч і Джамал Мерфі з Чемпіонським кубком Ларрі О'Брайена під час чемпіонського параду «Денвер Наггетс», 2023 рік |  |                                        |
| Нікола Йокіч і Джамал Мерфі з Чемпіонським кубком Ларрі О'Брайена під час чемпіонського параду «Денвер Наггетс», 2023     |  | Парад чемпіонів Майамі Хіт у 2012 році |

## Опис
Трофей зроблений з 14,5 фунтів (близько 6,6 кг) срібних стерлінгів, покритий 24-каратним золотом, і має висоту 61 см. Трофей зображує ніби баскетбольний м'яч влучає в кошик. М'яч має діаметр 9 дюймів (приблизно 23 см), майже таких розмірів як і справжній баскетбольний м'яч НБА. Вартістю $13,500, трофей виробляється компанією Tiffany & Co. Silver Shop кожного року. Команда, яка його здобула, залишає трофей у себе назавжди. Рік і назва команди викарбовуються на трофеї, і частіше за все виставляється в будівлі домашньої арени команди.

## Реклама Трофею

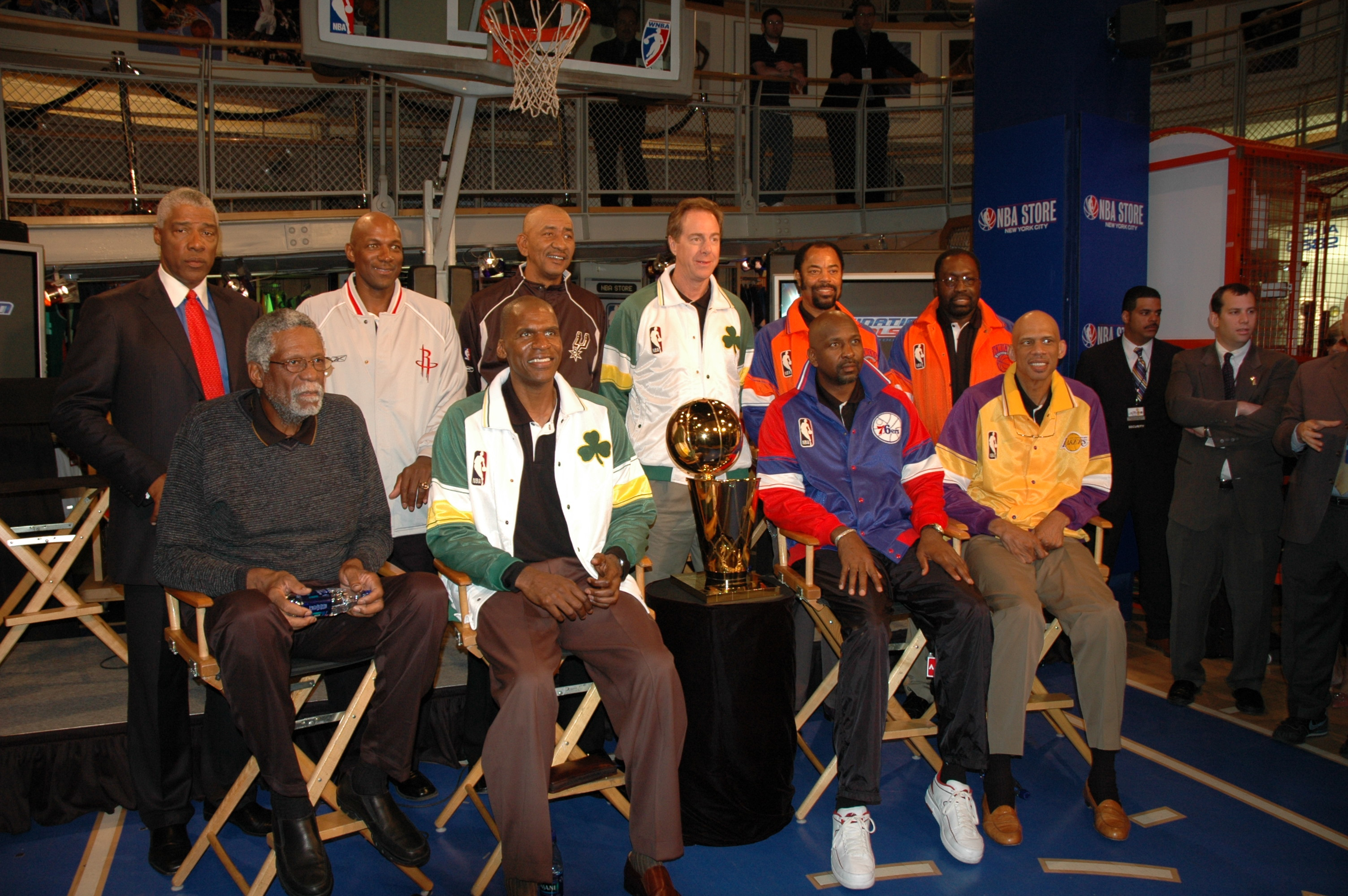
Трофей О'Браєна демонструють в ході Туру Легенд НБА 2005 року в Нью-Йоркському Магазині НБА

Незважаючи на те, що Трофей Ларрі О'Браєна часто порівнюють з Кубоком Стенлі НХЛ, він не є таким же впізнаваним як хокейний трофей. Для зменшення цієї невідповідності, НБА в останні роки активно рекламує Трофей О'Браєна, для того щоб його більше впізнавали і надання йому іконологічного статусу. Після перемоги команди Детройт Пістонс в Фіналі НБА 2004 року, трофей провезли по містам штату Мічиган, в цьому році такий тур по рідному штату команди-переможниці відбувся вперше. В 2005 році, Тур Легенд НБА був розпочатий в місті Нью-Йорк. Як частина туру, Трофей О'Браєна був показаний в різноманітних містах, включаючи ті - які приймали матчі плей-оф, при цьому для фанатів було організовано автограф і фото сесії. Трофей супроводжувало багато колишніх гравців, таких як Джуліус Ірвінг, Карім Абдул-Джаббар, Білл Расселл та інші. В травні 2007 року, НБА презентували штаб-квартиру НБА в інтернет середовищі віртуальної реальності Second Life. Завдяки цьому, фанати отримали змогу сфотографуватися з Трофеєм Ларрі О'Браєна у віртуальній кімнаті Toyota. В серпні, трофей привезли в Гонконг вперше як частину Азійського Туру Божевілля НБА.

## Переможці
Команда-переможець Фіналу НБА отримує Трофей Ларрі О'Браєна, починаючи з перемоги команди Портланд Трейл-Блейзерс в 1977 році. Тоді трофей називався в честь Волтера А. Брауна. Кожна команда, яка перемагала в фіналі НБА отримувала трофей назавжди, в той час як оригінальний трофей Волтера А. Брауна був один і передавався кожного року команді-переможниці фіналу НБА. Така традиція передачі трофею існувала до 1983 року. Команда Бостон Селтікс стала першою, яка отримала трофей назавжди, вигравши у Лос-Анджелес Лейкерс в Фіналі НБА 1984 року. Лос-Анджелес Лейкерс вигравали трофей вісім разів, Чикаго Буллз - шість, Сан-Антоніо Сперс та Бостон Селтікс по чотири рази кожен,Детройт Пістонс та Маямі Гіт отримували трофей тричі, Х'юстон Рокетс - двічі.